# Carlos del Junco
Carlos del Junco (Havanna, 1958. május 17. –) kubai-kanadai szájharmonikás. Kubában született,  majd 1959-ben családostul Kanadában költözött.
Az Ontario College of Art-on szobrásznak tanult.
Kanadában vált népszerűvé. Végigturnézta egész Kanadát, az Egyesült Államokat és Európa sok országát.
Stílusa mentes a műfaji korlátoktól. A csodálatos kubai dallamok, a dzsessz, a szving és a blues is lenyügözően szólal meg szájharmonikáján.
Kilencszer kapta meg „Az év legjobb szájharmonikása” díjat (Maple Blues Awards-ot).

## Lemezek
- Blues (1993) & Bill Kinnear
- Big Road Blues (1995) & Thom Roberts
- Just Your Fool (1996)
- Big Boy (1999)
- Up and at 'Em (2001)
- Blues Mongrel (2005)
- Steady Movin' (2008)
- Mongrel Mash (2011)
- Blues Etc. (2016) & Jimmy Bowskill

## Díjak
- Harmonica Player of the Year (nyolcszor v. kilencszer), Maple Blues Awards, Toronto Blues Society
- Blues Musician of the Year, Jazz Report magazine, 1996
- Gold Medals, Hohner World Harmonica Championship, Germany, 1999
- Best Blues Album nomination, Juno Awards, 1999
- Best Blues Award, NOW magazine, 2007